# Infamy
Infamy är Mobb Deeps femte studioalbum och släpptes under 2001. Albumet har ett mer hitliste-anpassat stuk, vilket resulterade i kraftig kritik från fans av äldre album som The Infamous och Hell on Earth. Mycket tack vare singelhiten "The Learning (Burn)" sålde Infamy guld i USA och intog 22:a plats på den amerikanska topplistan.

## Låtlista
1. "Pray for Me" (med Lil' Mo)
2. "Get Away"
3. "Bounce"
4. "Clap"
5. "Kill that Nigga"
6. "My Gats Spitting"
7. "Handcuffs"
8. "Hey Luv" (med 112)
9. "The Learning (Burn)" (med Big Noyd)
10. "Live Foul"
11. "Hurt Niggas" (med Big Noyd)
12. "Get at Me"
13. "I Won't Fall"
14. "Crawlin"
15. "Nothing Like Home" (med Littles)
16. "There I Go Again" (med Ron Isley)
17. "So Long" (Bonus)